# Morti nel 1216
| Questa pagina contiene informazioni ricavate automaticamente dalle voci biografiche con l'ausilio del template Bio e di un bot. L'aggiornamento è periodico e automatico e ricostruisce completamente la pagina. Se manca una persona in questa lista, sei pregato di non aggiungerla, ma accertati piuttosto che la sua voce biografica contenga il template Bio e che i dati anagrafici siano correttamente compilati. Se il template Bio manca, inseriscilo tu stesso o, in alternativa, metti l'avviso {{tmp\|Bio}} che ne segnala la mancanza. Se i dati riportati sono sbagliati, correggi direttamente la voce biografica; le modifiche saranno visibili in questa lista entro pochi giorni. Per chiarimenti vedi il progetto biografie. La lista contiene solo le 20 persone che sono citate nell'enciclopedia e per le quali è stato implementato correttamente il template Bio. Pagina aggiornata al 10 ago 2025. |

- 7 gennaio - Giovanni VI di Alessandria, vescovo cristiano orientale egiziano
- 18 gennaio - Guido II di Dampierre, francese
- 31 gennaio - Teodoro II di Costantinopoli, politico e arcivescovo ortodosso bizantino
- 1º febbraio - Ermanno, vescovo cattolico italiano
- 10 aprile - Buondelmonte de' Buondelmonti, nobile italiano
- 10 aprile - Erik X di Svezia, re (n. 1180)
- 21 aprile - Ida di Lorena, contessa
- 11 giugno - Enrico di Fiandra, imperatore
- 16 luglio - Papa Innocenzo III, papa e cardinale italiano (n. 1161)
- 2 settembre - Pietro di Lucedio, religioso e patriarca cattolico italiano
- 8 ottobre - Al-Zahir Ghazi, curdo (n. 1172)
- 19 ottobre - Giovanni d'Inghilterra, re (n. 1166)
- Kamo no Chōmei, scrittore e musicista giapponese (n. 1155)
- Marco da Toledo, traduttore e medico spagnolo
- Massimo II di Costantinopoli, arcivescovo ortodosso bizantino
- Nicola Mesarite, teologo e vescovo ortodosso bizantino
- Ravano dalle Carceri, nobile italiano
- Lotario Rosario, giurista e arcivescovo cattolico italiano
- Rodolfo Tanzi, filantropo italiano
- Fujiwara no Ariie, poeta giapponese (n. 1155)